# Калугіна
Калу́гіна (рос. Калугина) — присілок у складі Слободо-Туринського району Свердловської області. Входить до складу Усть-Ніцинського сільського поселення.
Населення — 11 осіб (2010, 27 у 2002).
Національний склад населення станом на 2002 рік: росіяни — 100 %.